# Dobřemilice (Čachrov)
Dobřemilice jsou malá vesnice, část městyse Čachrov v okrese Klatovy v Plzeňském kraji. Nachází se asi 2,5 kilometru jihovýchodně od Čachrova. Je zde evidováno 12 adres. V roce 2011 zde trvale žilo jedenáct obyvatel.
Dobřemilice jsou také název katastrálního území o rozloze 1,12 km².

## Historie
První písemná zmínka o vesnici pochází z roku 1428.

## Obyvatelstvo
| Rok            | 1869 | 1880 | 1890 | 1900 | 1910 | 1921 | 1930 | 1950 | 1961 | 1970 | 1980 | 1991 | 2001 | 2011 | 2021 |
| -------------- | ---- | ---- | ---- | ---- | ---- | ---- | ---- | ---- | ---- | ---- | ---- | ---- | ---- | ---- | ---- |
| Počet obyvatel | 64   | 68   | 63   | 63   | 62   | 59   | 54   | 39   | 40   | 30   | 27   | 19   | 18   | 11   | 11   |
| Počet domů     | 8    | 9    | 9    | 9    | 10   | 10   | 10   | 11   | 11   | 6    | 7    | 7    | 7    | 7    | 7    |

## Obecní správa
Při sčítání lidu v letech 1850–1975 Dobřemilice byly osadou obce Kunkovice, se kterým patřily nejprve do okresu Sušice, ale od roku 1960 v okrese Klatovy. Od 1. ledna 1976 jsou částí městyse Čachrov v okrese Klatovy.